# Jüdischer Friedhof (Ahlen)

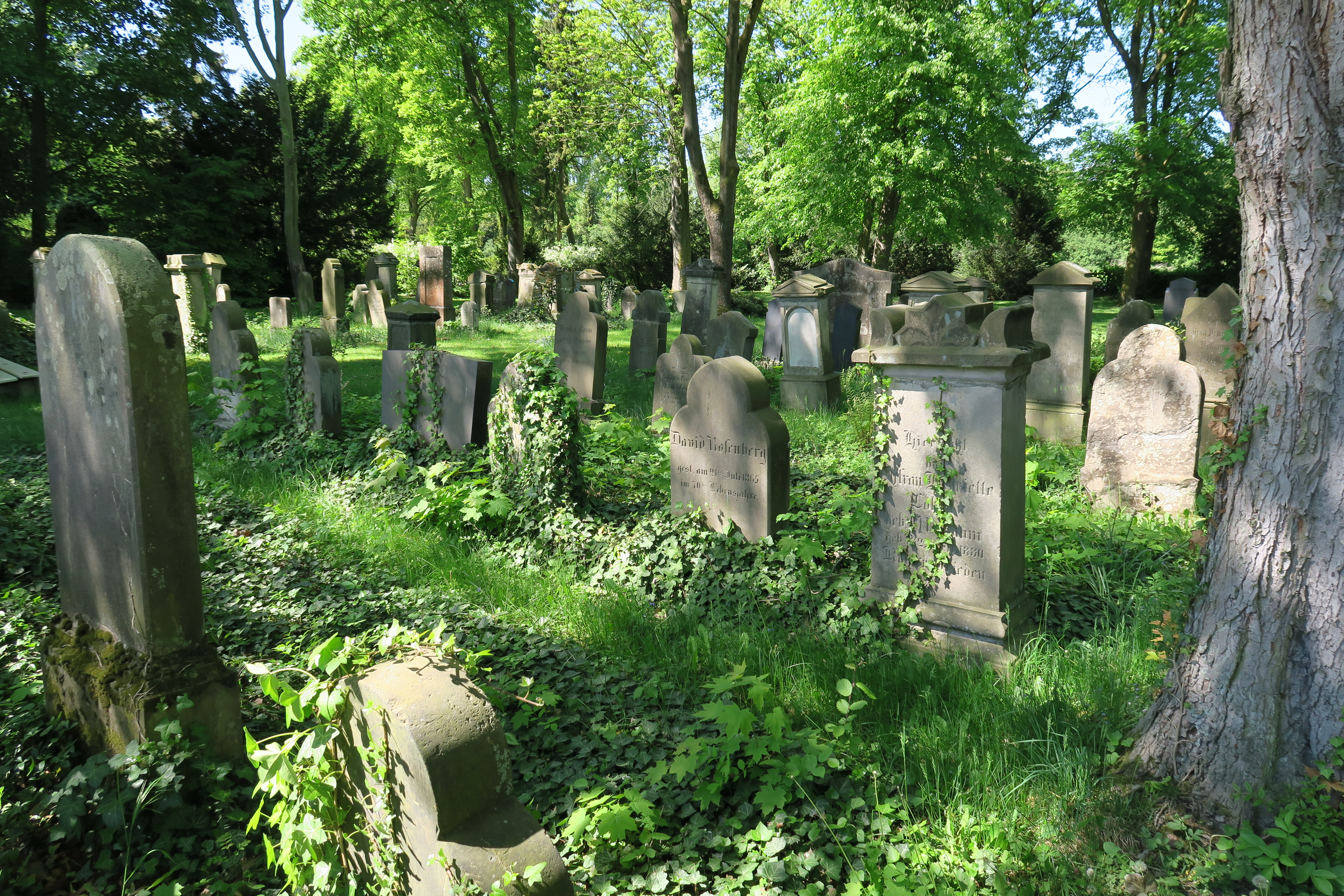
Jüdischer Friedhof Ahlen

Der Jüdische Friedhof Ahlen befindet sich in der Stadt Ahlen im Kreis Warendorf in Nordrhein-Westfalen. Als jüdischer Friedhof ist er ein Baudenkmal und seit dem 20. Mai 1997 unter der Denkmalnummer 183 in der Denkmalliste eingetragen. Er wurde von 1938 bis 1940 und dann wieder seit 1945 bis heute belegt.
Der jüdische Friedhof ist Teil des Westfriedhofs an der Schlütingstraße. Dort sind 106 Grabsteine erhalten. Die Grabsteine des alten Friedhofs Ahlen wurden im Zuge der Umbettungen 1938 hierher gebracht. Sie wurden erst im Jahr 1947 wieder aufgestellt.

## Alter Friedhof
Der alte jüdische Friedhof, der von 1788 bis 1938 belegt wurde, lag an der Ostenpromenade gegenüber dem Ahlener Bahnhof. Dort befinden sich keine Grabsteine mehr. Im Jahr 1947 wurde der Begräbnisplatz in eine Grünanlage umgestaltet. Im Jahr 1980 wurde ein Mahnmal für die Opfer des Holocaust errichtet.